# Прогресивний блок
Прогресивний блок — об'єднання депутатських фракцій IV Державної думи і Держради Російської імперії в роки Першої світової війни 1914—1918.
Утворений в серпні 1915, коли патріотичний підйом перших місяців війни змінився тривогою, викликаною весняно-літнім відступом російських військ. Складався переважно з представників парламентських партій прогресистів, кадетів, октябристів і «прогресивних російських націоналістів».
Після Лютневої революції лідери об'єднання увійшли у Тимчасовий уряд Росії — так званий «уряд народної довіри».
В блок увійшли 236 з 422 членів Державної думи.